# Heppingen
Heppingen ist ein Stadtteil und Ortsbezirk der Stadt Bad Neuenahr-Ahrweiler im Landkreis Ahrweiler in Rheinland-Pfalz. Der Ort liegt am Fuß der Landskrone.

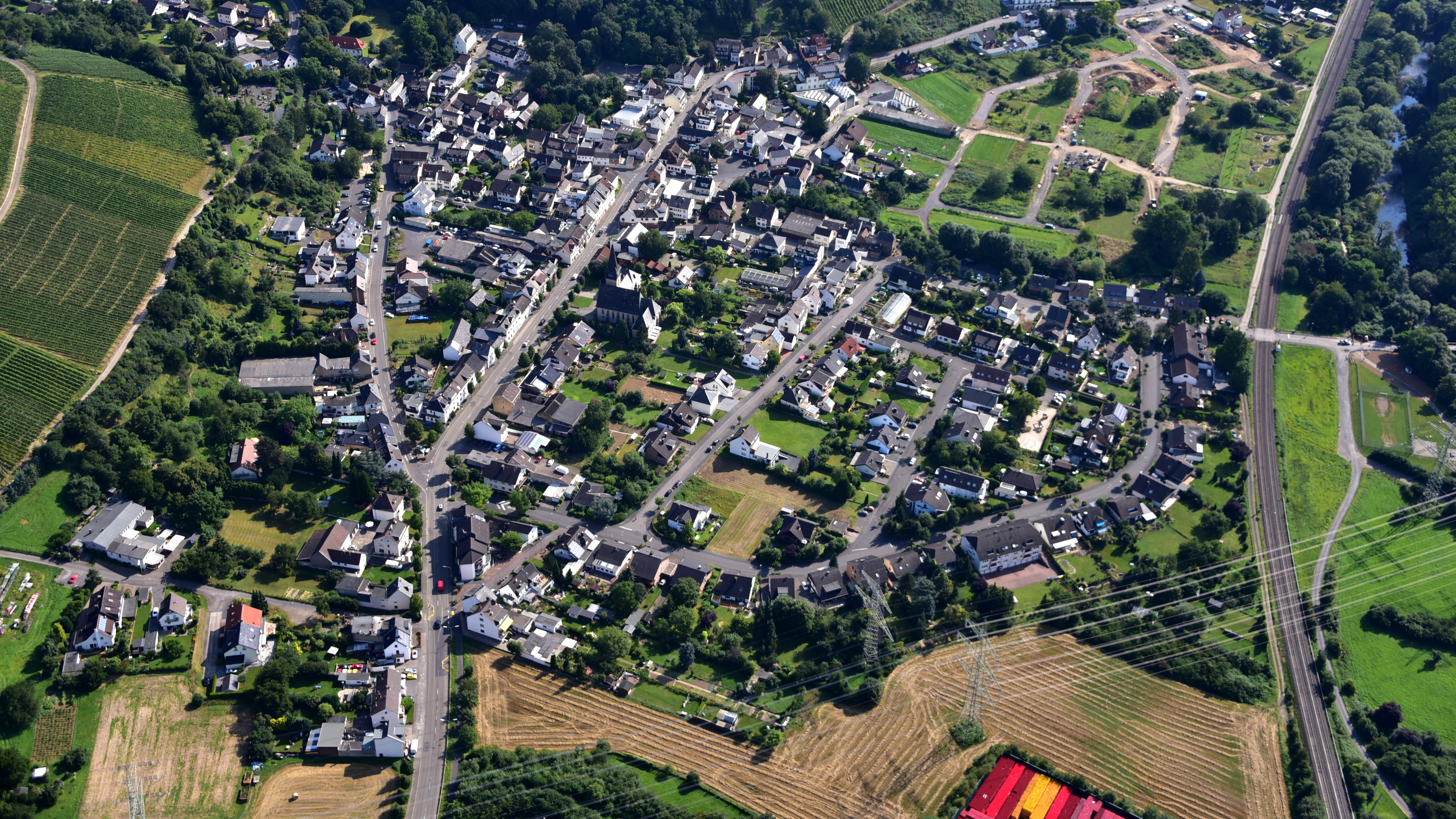
Heppingen, Luftaufnahme (2016)

## Politik
Heppingen ist einer von zehn Ortsbezirken der Stadt Bad Neuenahr-Ahrweiler. Der Stadtteil wird von einem Ortsbeirat sowie einem Ortsvorsteher vertreten.
Der Ortsbeirat besteht aus sechs Mitgliedern, die bei der Kommunalwahl am 9. Juni 2024 in einer Mehrheitswahl gewählt wurden, und dem ehrenamtlichen Ortsvorsteher als Vorsitzendem. Mit der Wahl 2024 trat eine Änderung der Hauptsatzung in Kraft, welche die Anzahl der Ratsmitglieder von fünf auf sechs erhöhte.
Patrick Tarrach (CDU) wurde am 7. August 2024 Ortsvorsteher von Heppingen. Bei der Direktwahl am 9. Juni 2024 war er als einziger Bewerber mit einem Stimmenanteil von 82,2 % für fünf Jahre gewählt worden.
Tarrachs Vorgänger Klaus Kniel (CDU) hatte das Amt 2014 von Bernhard Bitzen (CDU) übernommen, der damals aus Altersgründen nicht erneut angetreten war.

## Wirtschaft und Verkehr

### Brunnen
Der ab 1565 in der wissenschaftlich medizinischen Literatur der Renaissance von den Medizinern Johann Winter von Andernach und Jacob Theodorus Tabernaemontanus erwähnte Heppinger Brunnen liegt in der Ortschaft. An dieser Stelle wird das von Apollinaris vertriebene Heppinger Heilwasser gewonnen.

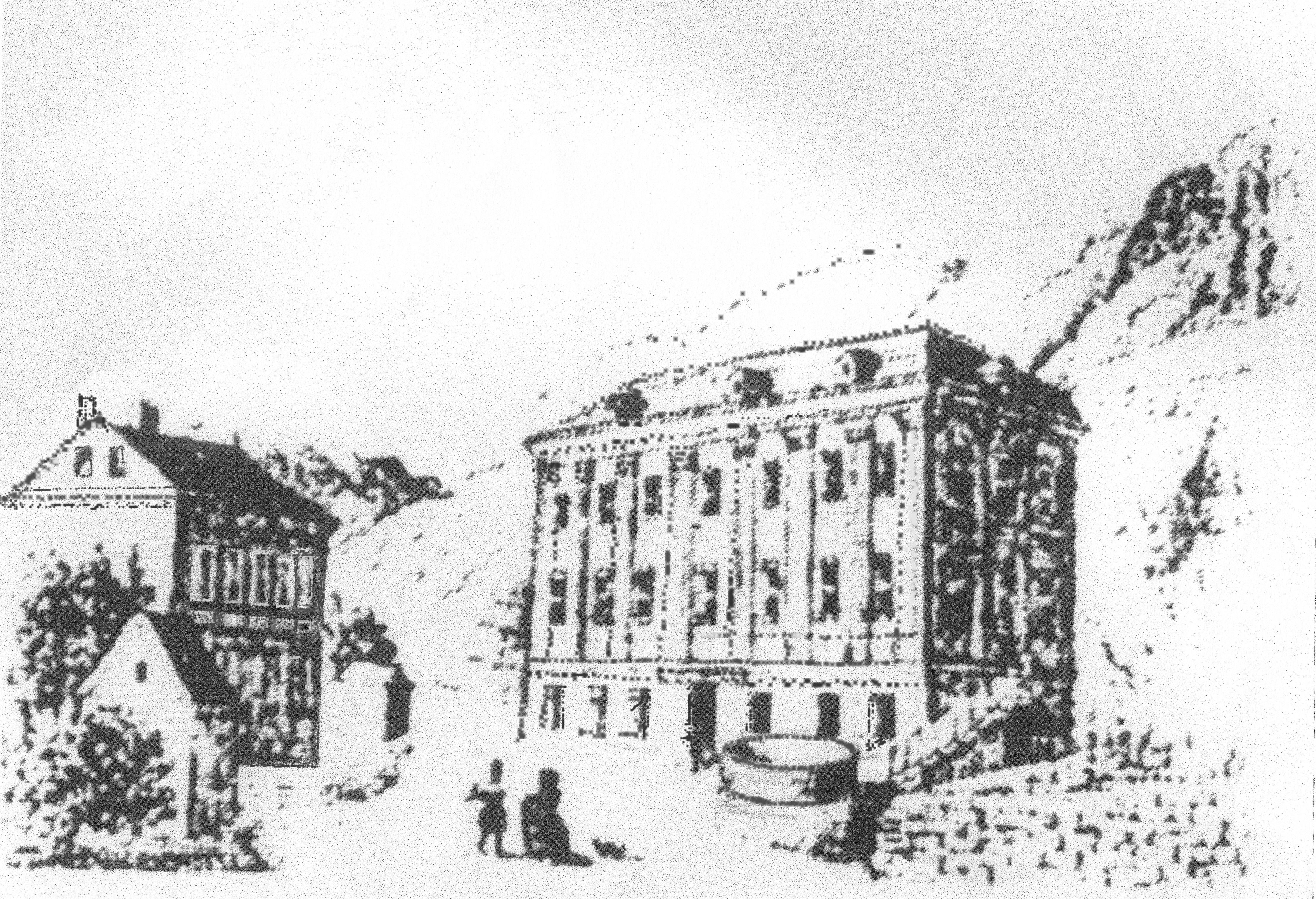
Stich Heppinger Brunnenhäuser um 1840
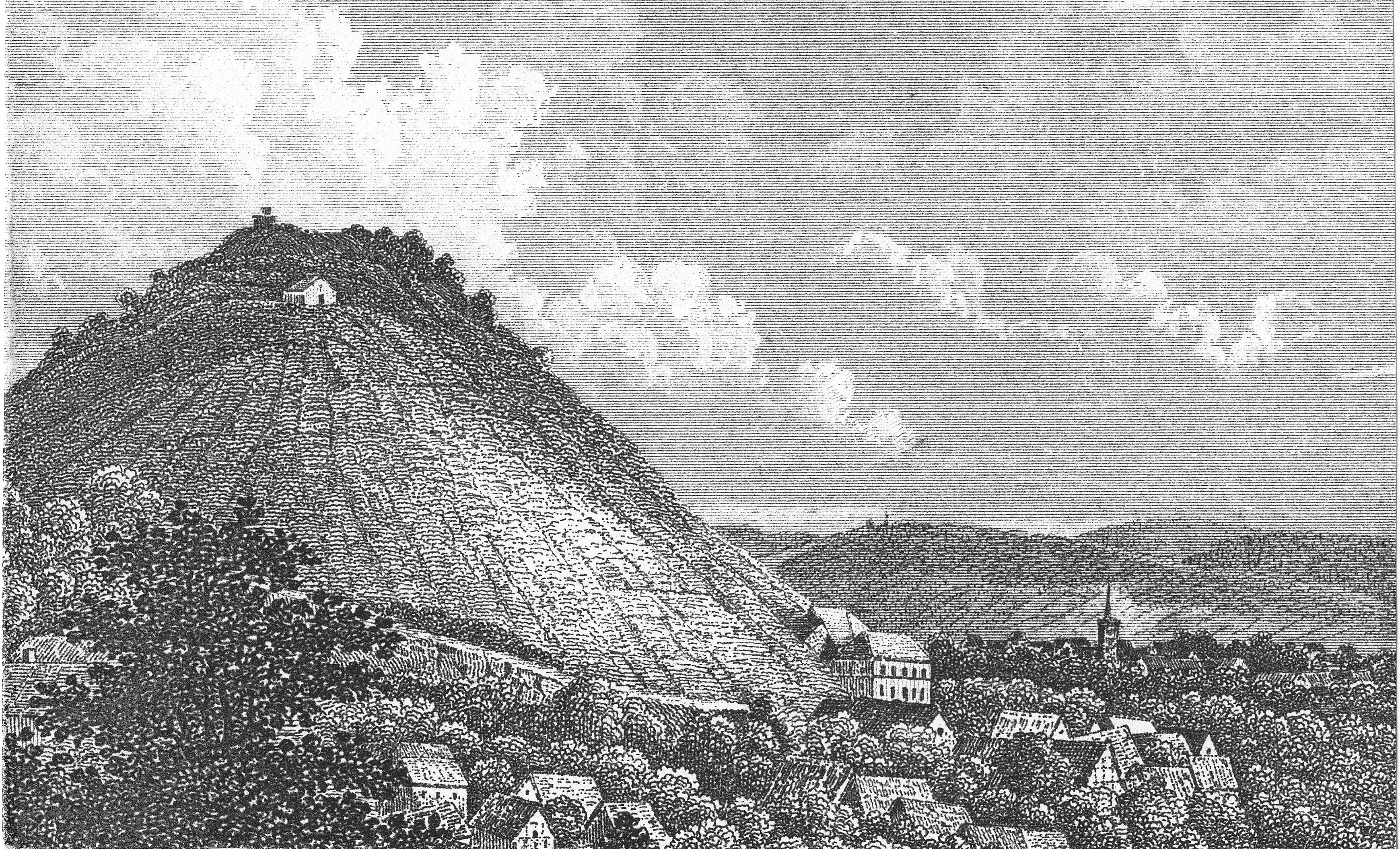
Berg Landskrone Ahrtal mit Heppinger Brunnenhaus

### Gastronomie
Über die Grenzen von Deutschland hinaus wurde Heppingen auch durch den Koch Hans Stefan Steinheuer bekannt, der in der Ortschaft sein vielfach ausgezeichnetes Restaurant „Zur alten Post“ führt.

### Schienenverkehr
An den Schienenverkehr ist Heppingen über den Bahnhof Heimersheim angeschlossen.

### Straßen
Heppingen liegt zwischen Bad Neuenahr und Heimersheim neben der A 61 (Köln–Koblenz), besitzt keinen eigenen Autobahnanschluss, aber den Zubringer B 266 zur A 61.

## Schulen
In Heimersheim gibt es eine Grundschule. In dem 1974 erbauten Gebäude werden 140 Schüler aus den Stadtteilen Ehlingen, Gimmigen, Green, Heimersheim, Heppingen, Kirchdaun und Lohrsdorf unterrichtet. Außerdem war dort bis zum Schuljahr 2013/14 auch ein Schulkindergarten angegliedert.

## Heppinger Haus
Die ehemalige Wasserburg in Heppingen ist heute im Besitz der Familie Graf Wolff-Metternich.

## Persönlichkeiten

### Söhne und Töchter
- Heinrich Bayer (1912–2011), deutscher Politiker, geboren in Heppingen, lebte bis zu seinem Tod in seinem Haus in der Schulstraße
- Adelheid Streidel (* 1947), griff Oskar Lafontaine bei einer Wahlkampf Veranstaltung in Köln-Mülheim mit einem Messer an und verletzte diesen mit einem Stich nahe der Halsschlagader lebensgefährlich.

### Persönlichkeiten, die im Ort gewirkt haben
- Paul Metternich (1853–1934), deutscher Diplomat, wurde bekannt als deutscher Botschafter in Großbritannien (1903–1912) und im Osmanischen Reich (1915–16) sowie im Zusammenhang mit dem Völkermord an den Armeniern.